# Fecundidade
A Fecundidade é o potencial para a reprodução de um organismo ou população, medido pelo número de gametas (óvulos), a produção de sementes ou propágulos assexuados. Este tema é relevante em estudos de demografia humana e população, bem como em estudos de biologia.  A fecundidade é semelhante a fertilidade, ou seja, a capacidade natural de produzir descendentes. A principal diferença reside no fato de que a falta de fertilidade é infertilidade, enquanto que a falta de fecundidade seria chamado de esterilidade.
A demografia humana considera apenas a fecundidade humana, muitas vezes intencionalmente limitada pela contracepção, enquanto a biologia populacional estuda todos os organismos. O termo fecundidade na biologia populacional é frequentemente usado para descrever a taxa de produção de descendentes após um intervalo de tempo (geralmente anual). Nesse sentido, a fecundidade pode incluir tanto as taxas de natalidade quanto a sobrevivência dos jovens nesse período de tempo. A fecundidade está sob controle genético e ambiental, e é a principal medida de adequação. Fecundação é outro termo para fertilização. Superfecundidade ou retrofecundidade refere-se à capacidade de um organismo de armazenar o esperma de outro organismo (após a cópula) e fertilizar seus próprios óvulos a partir desse estoque após um período de tempo, essencialmente fazendo parecer que a fertilização ocorreu sem espermatozóides (isto é, partenogênese).
A fecundidade é importante e bem estudada no campo da ecologia populacional. A fecundidade pode aumentar ou diminuir em uma população de acordo com as condições atuais e certos fatores reguladores. Por exemplo, em tempos de dificuldades para uma população, como a falta de comida, a fecundidade juvenil e, eventualmente, adulta tem mostrado diminuições (por falta de recursos, os indivíduos jovens são incapazes de se reproduzir, eventualmente os adultos se esgotam por falta de recursos e as reproduções cessarão).
A fecundidade também tem sido mostrado para aumentar em ungulados com relação ao clima mais quente.
Na sexual biologia evolutiva, especialmente na seleção sexual, fecundidade opõe-se à reprodutibilidade.
Em obstetrícia e ginecologia, fecundability é a probabilidade de estar grávida em um único ciclo menstrual, e a fecundidade é a probabilidade de alcançar um nascimento dentro de um único ciclo.